# Robert Hues

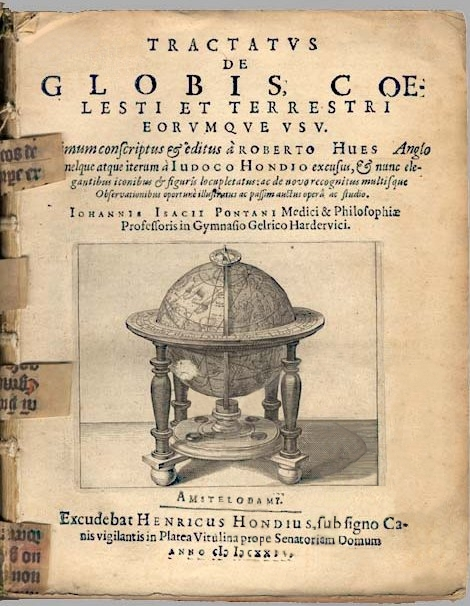
Tractatus de Globis 1634, Portugiesische Nationalbibliothek

Robert Hues (* 1553; † 25. Mai 1632 in Oxford) war ein britischer Mathematiker, Geograph und Navigator der Renaissance.

## Leben und Wirken
Hues studierte an der Universität Oxford (St. Mary’s Hall) mit dem Abschluss 1578 und nahm danach in einer von Walter Raleigh gegründeten Schule Unterricht in Navigation. Er überprüfte auf einer Reise nach Neufundland die magnetische Deklination (Abweichung von der Nordrichtung) der Kompassnadel und fand Abweichungen von den veröffentlichten Werten. 1586 bis 1588 und 1591 bis 1593 begleitete er Thomas Cavendish bei dessen Weltumseglung (auf der zweiten Reise starb Cavendish, das Kommando hatte danach John Davis), wobei er astronomische Beobachtungen anstellte und Breitenbestimmungen durchführte.
1594 veröffentlichte er eine Abhandlung über die von Emery Molyneux hergestellten ersten englischen Erdgloben und deren Verwendung in der Navigation (Tractatus de globis et eorum usu). Das Buch erlebte mindestens zwölf Neuauflagen – neben Latein (mit Auflagen von 1611 bis 1663) in Englisch (1638 und 1659), Niederländisch (1597, 1613 und 1622) und Französisch (1618). Das Buch beginnt mit einer Widmung an Raleigh, in der die geographischen und navigatorischen Fortschritte der Engländer gegenüber den Spaniern und Portugiesen unter der Regentschaft der Königin Elisabeth I. gerühmt werden. In dem Buch findet sich neben Einführungen in Geographie und Astronomie auch eine Anweisung, aus Längen- und Breitenangaben den Abstand auf der Erdkugel zu berechnen (siehe Nautisches Dreieck). Es behandelt auch die Loxodrome nach Thomas Harriot.
Hues hielt weiter Verbindung zu Raleigh (und war einer von dessen Testamentsvollstreckern) und diente dann Thomas Grey, der von 1603 bis zu seinem Tod 1614 wegen einer Verschwörung gegen Jakob I. im Tower eingesperrt war. Nach dessen Tod 1614 diente er dem ebenfalls im Tower eingesperrten Henry Percy (1564–1632), den man der Teilnahme am Gunpowder Plot verdächtigte, ebenfalls als wissenschaftlicher Berater und Lehrer, zusammen mit Thomas Harriot und Walter Warner (nach John Aubrey als die drei Magi von Northumberland bezeichnet). Dabei trafen sie sich auch mit dem ebenfalls im Tower inhaftierten Walter Raleigh.

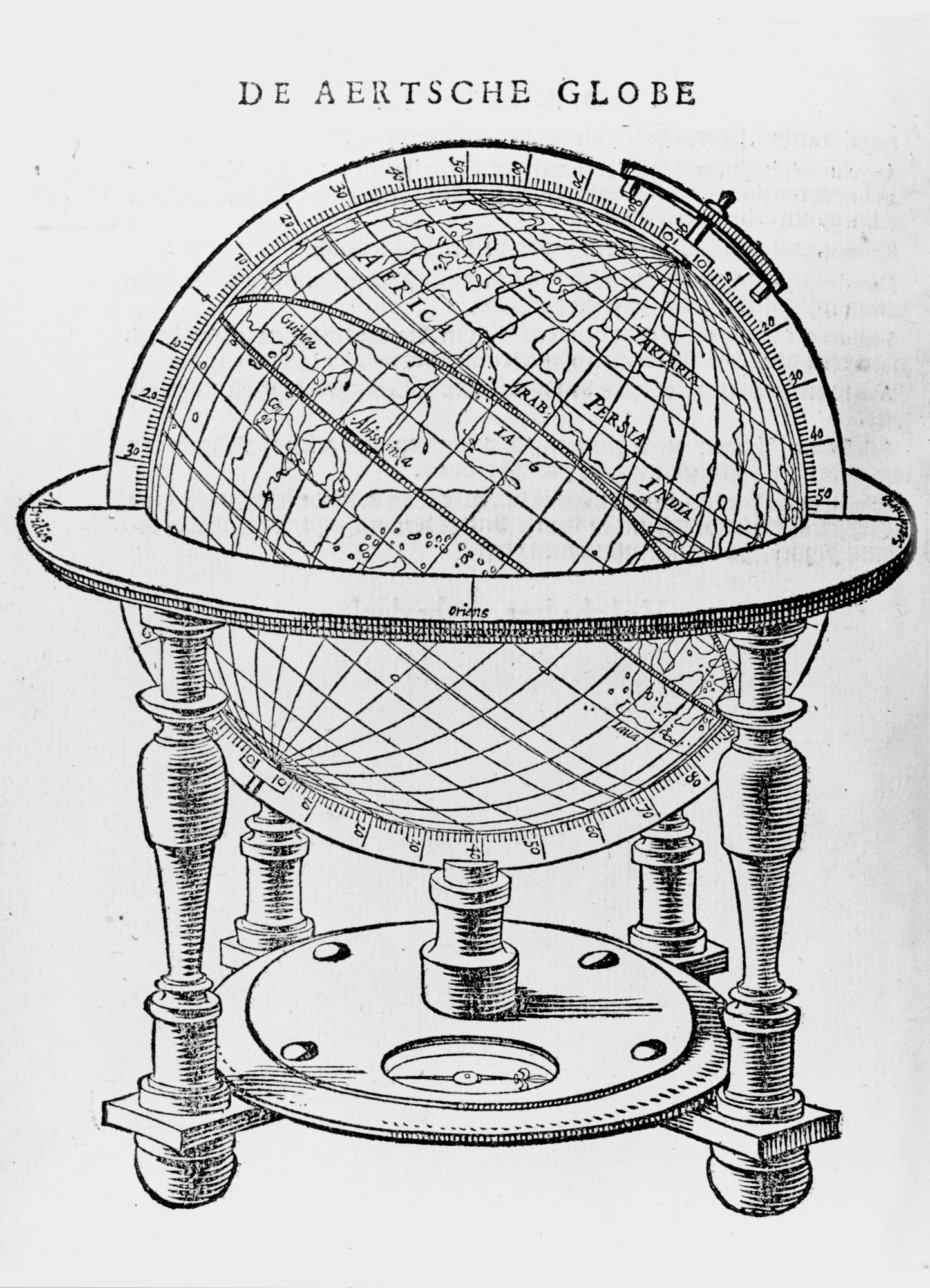
Erdglobus von Molyneux nach der holländischen Ausgabe des Traktats von Hues

Später unterrichtete Hues den Sohn von Henry Percy, Algernon Percy, als Tutor in Oxford, wo Percy ab 1617 studierte, sowie dessen jüngeren Bruder Henry, der 1622/23 am Christ Church College in Oxford war. Ansonsten diente er Northumberland in Petworth House in West Sussex und in Syon House außerhalb Londons, wo Percy nach seiner Entlassung aus dem Tower 1622 lebte. Er traf sich mit Walter Warner in London und war einer der Nachlassverwalter des 1621 gestorbenen Thomas Harriott. Hues selbst lebte später in Oxford und war Fellow an der Universität. Er liegt in der Kathedrale von Oxford begraben.